# 另解太阳瓶子草
另解太阳瓶子草（学名：Heliamphora heterodoxa）是委内瑞拉格兰·萨瓦纳及普塔里山（Ptari Tepui）高原特有的食虫植物。其种加词“heterodoxa”来源于希腊文“heteros”和“doxa”，意为“其他”和“观点”，指该物种的发现史，其分割于当时已知的垂花太阳瓶子草（H. nutans）和小太阳瓶子草（H. minor）。1951年，其首次被发现于普塔里山。另解太阳瓶子草与无毛太阳瓶子草（H. glabra）之间存在着密切的近缘关系，以至于无毛太阳瓶子草曾被认为是另解太阳瓶子草的一个变型。

## 形态特征

### 原变种
另解太阳瓶子草的原变种（H. heterodoxa var. heterodoxa）的捕虫瓶下部为漏斗形，上部为圆柱形，高15至30厘米。瓶口窄。瓶肩位于瓶身基部三分之一处，使基部略呈葫芦状。捕虫瓶内表面具长2至3毫米的下向毛。笼盖盔形，相对大型，红色。发育中的捕虫瓶通常为黄色，成熟的捕虫瓶则为暗栗色。

### 未命名变种
另解太阳瓶子草的未命名变种的捕虫瓶上部为漏斗形，一般宽于原变种，高15至25厘米。瓶盖通常为紫红色，而瓶身主要为黄绿色。少数植株群直径可达120厘米。

## 原生地
另解太阳瓶子草分布于驰曼塔高地的数个山峰，包括奥杨山，及格兰·萨瓦纳北部普塔里山的几个孤立的山峰上。这些山峰的海拔分布范围为1900米至2400米，年平均温度范围为4℃至15℃。而与此同时，另解太阳瓶子草也分布于普塔里山山脚东部靠近圭亚那高原的低地稀树草原中，多为开阔的沼泽地。其海拔分布范围为1100米至1400米。另解太阳瓶子草的分布范围涵盖低地与高地地区，所以其能承受较高的环境温度。
另解太阳瓶子草的原生地多为存在浅薄酸性泥炭的凹陷砂岩，并长期具数厘米的积水。山顶常云雾缭绕，即是旱季，中午之前也如此。
另解太阳瓶子草常与大型的草本植物同域分布，包括覆鳞属（Stegolepis）、食蟲榖精屬（Paepalanthus）、腺白珠属（Tepuia）、黄眼草属、鞣木属（Cyrilla）、岩菖蒲属、Nietneria、卡田凤梨属（Cottendorfia）及食蟲鳳梨屬（Brocchinia）等植物。

## 种下类群
已确定了两个另解太阳瓶子草的变种，原变种仅分布于普塔里山。而另一个未命名的变种则分布广泛，包括所有已知的低地地区，但其不存在于普塔里山。
此外，已有数个另解太阳瓶子草的变种及变型被描述为其他物种。
- Heliamphora heterodoxa var. exappendiculata Maguire & Steyerm. (1978) [=H. exappendiculata][3]
- Heliamphora heterodoxa var. exappendiculata f. glabella Steyerm. (1984) [=H. minor][3]
- Heliamphora heterodoxa var. glabra Maguire (1978) [=H. glabra][3]
- Heliamphora heterodoxa f. glabra (Maguire) Steyerm. (1984) [=H. glabra][3]

## 杂交种

### 自然杂交种
已发现了另解太阳瓶子草与萨拉兹太阳瓶子草（H. sarracenioides）的自然杂交种。

### 园艺杂交种
在园艺栽培当中，另解太阳瓶子草因具有比较强健的特性常作为与其它太阳瓶子草杂交的亲本，例如该种与小太阳瓶子草产生的杂交种在家庭园艺栽培中相比于其他大多数太阳瓶子草更容易照顾。

## 相关物种
因另解太阳瓶子草也具大型花药，托马斯·卡罗等人2005年据此其与萨拉兹太阳瓶子草和小囊太阳瓶子草（H. folliculata）之间存在着密切的近缘关系。但在2001年对小囊太阳瓶子草进行描述时，他们并不认为小囊太阳瓶子草与另解太阳瓶子草之间存在密切的近缘关系。
另解太阳瓶子草和萨拉兹太阳瓶子草的瓶盖内都具相对大型的蜜腺。其差异在于萨拉兹太阳瓶子草的捕虫瓶内表面上部无毛，而另解太阳瓶子草具毛。此外两者之间笼盖的形状也存在明显差异。
在圭亚那高原，分布于普塔里山的另解太阳瓶子草与分布于Tres Testigos的小囊太阳瓶子草由稀树草原相互隔离，而其距离却不到50公里。约阿希姆·那兹认为另解太阳瓶子草与小囊太阳瓶子草之间存在着明显的相关性，特别是采集于上述山峰的标本。
瘦长太阳瓶子草曾被错误的鉴定为另解太阳瓶子草，但其捕虫瓶和花朵都存在着明显的差异。
同时分布于驰曼塔高地的无附太阳瓶子草（H. exappendiculata）与另解太阳瓶子草之间却没有很多的相同特征。
| 小囊太阳瓶子草、另解太阳瓶子草、美丽太阳瓶子草与刚毛太阳瓶子草之间的形态特征区别 |                                                                     |                                            |                                  |                                |
| 形态特征                                                                         | 小囊太阳瓶子草                                                      | 另解太阳瓶子草                             | 美丽太阳瓶子草                   | 刚毛太阳瓶子草                 |
| 捕虫瓶                                                                           |                                                                     |                                            |                                  |                                |
| 尺寸                                                                             | 长20至30厘米，宽5至6厘米                                            | 长15至40厘米，宽5至6厘米                   | 长8至20厘米，宽3至8厘米          | 长15至25厘米，宽5至8厘米       |
| 形状                                                                             | 下三分之一为漏斗形，上三分之二为圆柱形；前后扁缩，前部内凹          | 上部略呈漏斗形，下三分之一为漏斗形至葫芦形 | 上部为管状，下部略呈葫芦形       | 上部为宽漏斗形，下部略呈葫芦形 |
| 瓶盖                                                                             |                                                                     |                                            |                                  |                                |
| 尺寸                                                                             | 长约1厘米，宽约0.5厘米                                              | 长1至3.5厘米，宽1至1.5厘米                 | 长0.5至1厘米，宽0.3至0.5厘米     | 长1至1.5厘米，宽1至1.5厘米     |
| 形状                                                                             | 前弯，略呈盔形，基部部收缩，成熟捕虫瓶瓶盖下具深5至10毫米的中空结构 | 明显的盔形，基部骤缩                       | 平形至盔形，基部略微收缩         | 心形，弯曲                     |
| 花序                                                                             |                                                                     |                                            |                                  |                                |
| 尺寸                                                                             | 花梗长约35厘米，花柄长3至6厘米                                      | 花梗长30至70厘米，花柄长5至6厘米           | 花梗长20至40厘米，花柄长约12厘米 | 花梗长约50厘米，花柄长约5厘米  |
| 花被片形态                                                                       | 长圆形至披针形                                                      | 披针形，极宽                               | 披针形，基部宽                   | 长圆形至披针形，基部窄         |
| 雄蕊                                                                             |                                                                     |                                            |                                  |                                |
| 尺寸                                                                             | 长8毫米                                                             | 长5.5至8毫米                               | 长4毫米                          | 长7毫米                        |
| 数量                                                                             | 10                                                                  | 12                                         | 15                               | 10                             |

## 种植方法
1976年，J·博格纳报道在凉室内以纯水苔种植另解太阳瓶子草。再用盆托装满水或湿水苔，或用玻璃罩罩住花盆，以保持空气湿度。在德国南部种植时，春季至秋季的中午需要遮荫。温度在冬季控制在10℃左右，夏季略微提高。
1988年，彼得·达马托报道其采集自野外的两丛另解太阳瓶子草在模拟眼镜蛇瓶子草（Darlingtonia californica）的原生地环境下经过了严重的霜冻后死亡。而1995年，彼得·达马托再次报道，在霜冻后另解太阳瓶子草的捕虫瓶会完全枯死，数周之后其又可长出新的捕虫瓶，但植株尺寸在第二年会变小。
1988年，克利夫·多德（Cliff Dodd）发表了关于太阳瓶子草属植物的种植方法。他经好友布鲁斯·萨顿（Bruce Sutton）介绍采用了一个简易的种植方法，并认为只需要提供给植株一个相对稳定的环境。在该方法提供的条件下，1英寸高的另解太阳瓶子草种苗在一年后可长出长4英寸的捕虫瓶。